# Золотухина, Алла Николаевна
Алла Николаевна Золотухина (род. 16 января 1938) – советский и российский киновед, педагог, проректор Всероссийского государственного института кинематографии по учебно-методической работе (1989—2008). Заслуженный работник культуры Российской Федерации.

## Биография
В 1959 году окончила Химико-технологический институт, в 1966 году — экономический факультет Всесоюзного государственного института кинематографии, в 1972 году — аспирантуру ВГИКа.
C 1972 года преподает во ВГИКе. Профессор кафедры киноведения ВГИКа, руководитель учебно-творческой мастерской.
В 1975 году защитила диссертацию на соискание учёной степени кандидата искусствоведения на тему «Героико-патриотическая тема в художественных фильмах о Великой Отечественной войне».
С 1989 по 2008 год – проректор ВГИКа по учебно-методической работе.
Член Союза кинематографистов России.
Автор, соавтор и составитель ряда учебных программ и методических пособий по истории российского кино. Участник ряда международных симпозиумов, конференций, семинаров, круглых столов по проблемам киноискусства.
Награждена медалью ордена «За заслуги перед Отечеством».